# Euryglossina mellea
Euryglossina mellea är en biart som först beskrevs av Cockerell 1929.  Euryglossina mellea ingår i släktet Euryglossina och familjen korttungebin. Inga underarter finns listade i Catalogue of Life.

## Bildgalleri

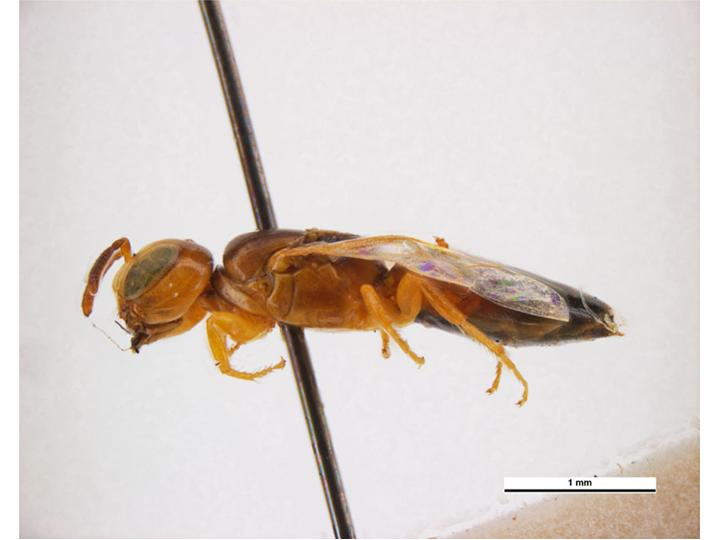
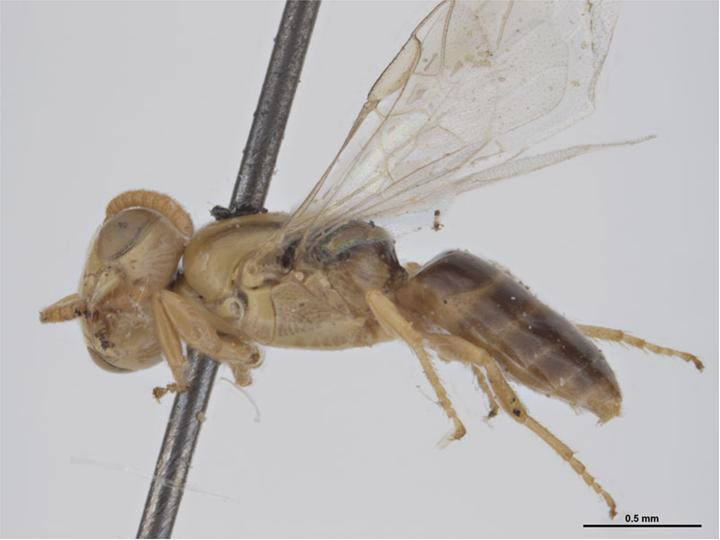